# Jacob Maarten van Bemmelen
Jacob Maarten van Bemmelen, född 3 november 1830 i Almelo, död 13 mars 1911 i Leiden, var en nederländsk kemist.
Bemmelen studerade i Leiden, där han blev student 1847, och från 1852 i Groningen, där han var assistent vid kemiska laboratoriet till 1860; 1854 blev han filosofie doktor i Leiden. I Groningen anställdes han också vid lantbruksskolan, vilket hade avgörande betydelse för hans vetenskapliga intressen. År 1864 blev han rektor vid högre borgarskolan i samma stad. Där påbörjade han "en undersökning om åkerjordens absorptionsförmåga" (avslutad och tryckt först 1877-78), 1869 blev han skolrektor i Arnhem och 1874 professor i kemi i Leiden. 
Bemmelens agrikulturkemiska studier ledde till undersökningar över kolloider, åt vilka han ägnade största delen av sin vetenskapliga verksamhet, som blev av grundläggande art för kolloidkemin. Hans viktigaste arbeten översattes till tyska. En sammanställning av hans dittills publicerade avhandlingar inom kolloidkemin utgavs av Wolfgang Ostwald (1907). De förnämsta av dessa är tio avhandlingar under den gemensamma titeln Die Absorption (1897-1909), Ueber die Absorptionsverbindungen und das Absorptìonsvermögen der Ackererde (1888) samt ett stort antal undersökningar av jordarters sammansättning (1866-1909).
Bemmelens arbeten blev föga kända under hans krafts dagar. Först vid slutet av hans levnad vann de allmänt erkännande, vilket framgick särskilt av den festskrift ("Gedenkboek"), som utgavs med anledning av hans 80-årsdag 1910. Han var också under lång tid (1892-1910) sekreterare vid kommissionen för Nederländernas geologiska undersökning, av vilken han var ledamot sedan 1887, och avgav som sådan ett stort antal betänkanden.